# Reinici (informàtica)
En la informàtica, un reinici (de l'anglès reboot) és el procés pel qual s'engega de nou un sistema informàtic en execució, intencional o involuntàriament. Els reinicis poden ser freds (també coneguts com a durs) on l'energia del sistema es desactiva físicament i torna a activar-se de nou, causant una arrencada inicial de la màquina, o calents (també coneguts com a suaus) on el sistema es reinicia sense necessitat d'interrompre's d'energia. El terme anglès restart s'utilitza per fer referència a un reinici quan el sistema operatiu tanca tots els programes i finalitza totes les operacions d'entrada i sortida pendents abans d'iniciar un reinici suau.